# Itō, Shizuoka
Ito (tiếng Nhật: 伊東市) là một thành phố thuộc tỉnh Shizuoka của Nhật Bản.